# Tödlicher Irrtum (Roman)
Tödlicher Irrtum (Originaltitel Ordeal by Innocence) ist der 50. Kriminalroman von Agatha Christie. Er erschien zuerst im Vereinigten Königreich am 3. November 1958 Collins Crime Club und 1959 in den USA bei „Dodd, Mead and Company“. Die deutsche Erstausgabe wurde 1960 im Scherz Verlag (Bern, Stuttgart, Wien) unter dem Titel Feuerprobe der Unschuld in der bis heute verwendeten Übersetzung von Dorothea Gotfurt als gekürzte Fassung veröffentlicht. 1986 gab derselbe Verlag, nun unter dem Titel Tödlicher Irrtum oder Feuerprobe der Unschuld, die ungekürzte Fassung heraus. Teilweise sind die Namen in der Übersetzung von Gotfurt geändert; insbesondere lautet der Name der Familie, um die sich die Romanhandlung dreht, nicht wie im Original Argyle, sondern Jackson.
Dieser Roman wird von Christie in ihrer Autobiographie neben Das krumme Haus als einer ihrer beiden besten bezeichnet.

## Handlung
Während Jacko Argyle die Strafe für den Mord an seiner Pflegemutter verbüßt – ein Verbrechen, von dem er stets behauptete, es nicht begangen zu haben – stirbt er im Gefängnis. Zwei Jahre später taucht plötzlich ein Mann auf, der ihm ein Alibi für den Mordzeitpunkt geben kann: Arthur Calgary. Dieser unternimmt auf eigene Faust Untersuchungen und versucht gemeinsam mit dem örtlichen Arzt, die Unschuldigen zu schützen und den Mörder zu ermitteln.
Als der Familie klar wird, dass der Falsche im Gefängnis gesessen hat und der Mörder noch unter ihnen ist, beginnen gegenseitige Verdächtigungen, in deren Verlauf ein weiteres Familienmitglied, Philip Durrant, ermordet wird. Letztlich stellt sich heraus, dass Jacko keineswegs unschuldig war, sondern den Mord zusammen mit der Haushälterin Kirsten Lindstrom plante, die den Mord beging und ihm das Alibi verschaffen sollte. Als diese herausfand, dass er sie nicht liebte, sondern bereits verheiratet war, entschied sie sich jedoch, Jacko nicht zu entlasten und ihn seinem Schicksal zu überlassen. Lindstrom flüchtet nach der Aufklärung der Morde.

## Personen
- Arthur Calgary, Geologe und Alibi des zu Unrecht verurteilten und in Haft verstorbenen Clark Jackson (orig. Jacko Argyle)
- Leo Jackson (orig. Argyle), Vater des verstorbenen Clark Jackson (orig. Jacko Argyle) und Witwer von Rachel Jackson (orig. Argyle)
- Gwenda Smith (orig. Vaughan), Sekretärin von Leo und seine Geliebte
- Christina „Tina“ Jackson (orig. Argyle), Adoptivtochter
- Hester Jackson (orig. Argyle), Adoptivtochter
- Mary Durrant, Adoptivtochter
- Philip Durrant, der Ehemann von Mary
- Michael „Micky“ Jackson (orig. Argyle), Adoptivsohn
- Maureen Clegg, Witwe von Clark Jackson (orig. Jacko Argyle)
- Joe Clegg, der jetzige Ehemann von Maureen
- Donald „Don“ Craig, ein Arzt und Freund von Hester
- Kirsten Lindstrom, Haushälterin und Pflegerin
- Finney County Kommissar
- Superintendent Huish
- Andrew Marshall, der Anwalt der Familie Jackson (Argyle)

## Verfilmungen

### Ordeal by Innocence(1985)
1985 entstand eine Verfilmung, die sich sehr nah an die Romanvorlage hält. Die Hauptrollen spielten Donald Sutherland, Christopher Plummer und Sarah Miles.

### Agatha Christie’s Marple
Für die britische Fernsehserie Agatha Christie’s Marple entstand 2007 eine Verfilmung. Die Handlung wurde insoweit verändert, dass nun Miss Marple, die im Roman nicht vorkommt, anstelle des Dorfarztes zusammen mit Arthur Calgary die Ermittlungen übernimmt. Das zweite Opfer ist nicht Philip Durrant, sondern die neue Frau des Hausherrn, Gwenda Vaughan. Auch wird Kirsten Lindstrom am Ende verhaftet.

### Kleine Morde
Ene, mene mu …, der zweite Teil (2009) der französischen Fernsehserie Kleine Morde, ist auch eine Adaption von Tödlicher Irrtum. Die Kriminalfälle sind für die Serie in das Frankreich der 30er Jahre versetzt worden – darüber hinaus sind die handelnden Personen ausgetauscht worden. So ermittelt auch nicht der Dorfarzt zusammen mit Arthur Calgary, sondern der Superintendent Larosière gemeinsam mit dem jungen Inspektor Lampion.

### Ordeal by Innocence (2018)
Die dreiteilige BBC-Adaption mit Bill Nighy, Anna Chancellor, Anthony Boyle, Morven Christie und Luke Treadaway weicht in einigen zentralen Punkten von der Romanvorlage ab. Jack Argyll (im Original: Jacko Argyle/Jackson) ist hier der heimliche Sohn von Kirsten Lindstrom, die als Teenager von ihrem Arbeitgeber Leo Argyll vergewaltigt wurde. Leo ermordete später seine Frau Rachel, die sich wegen seiner Seitensprünge scheiden lassen und Leo damit finanziell ruinieren wollte, sowie Philip Durrant. Jack, der Leo entlarven wollte, wurde mit Leos Zustimmung im Gefängnis erschlagen. Arthur Calgary erscheint außerdem als unzuverlässiger Zeuge, weil er unter psychischen Problemen leidet.

## Wichtige Ausgaben
- 1958 Collins Crime Club (London), 3. November 1958
- 1959 Dodd Mead and Company (New York), 1959
- 1960 Deutsche Erstausgabe im Scherz Verlag[4]
- 1986 Neuausgabe[5]

## Hörbücher
- 2003 Tödlicher Irrtum (5 CDs): einzige ungekürzte Lesung. Sprecher: Michael Schwarzmaier. Regie: Hans Eckardt. Übersetzung aus dem Englischen von Dorothea Gotfurt. Verlag und Studio für Hörbuchproduktionen (Marburg)[6]